# Bombardier Zefiro

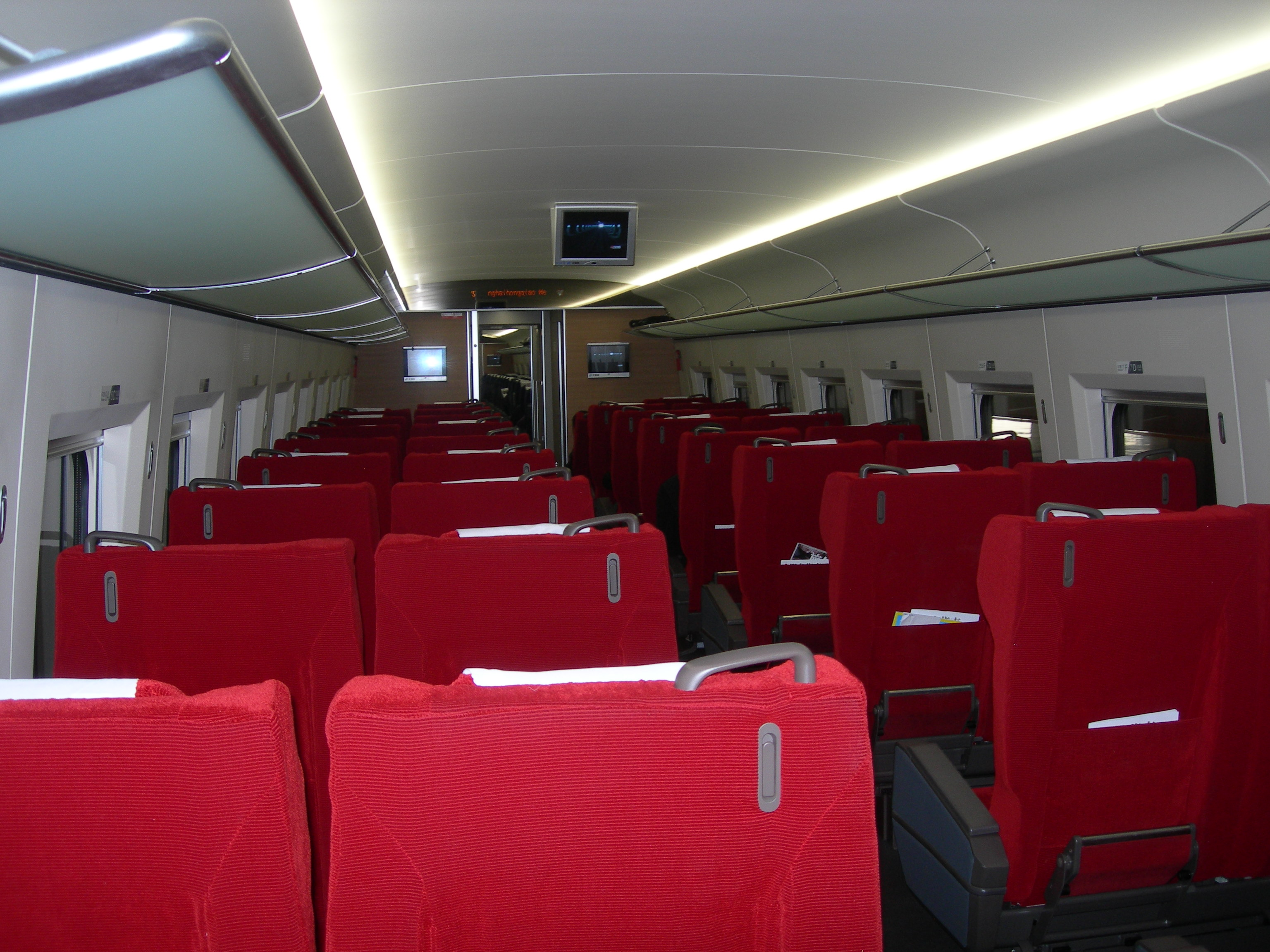
Első osztályú utastér

A Bombardier Zefiro a Bombardier Transportation cég nagysebességű motorvonat családjának a neve, melyek Kínában az új Peking–Tiencsin nagysebességű vasútvonalon közlekedik, 2013-tól pedig egy módosított típus, a Frecciarossa 1000, Olaszországban a Treno Alta Velocità hálózaton, később a szomszédos országok nagysebességű vonalain.
Az új szerelvényeket 2009 februárja, és 2010 augusztusa között szállították le.